# François de Belleforest

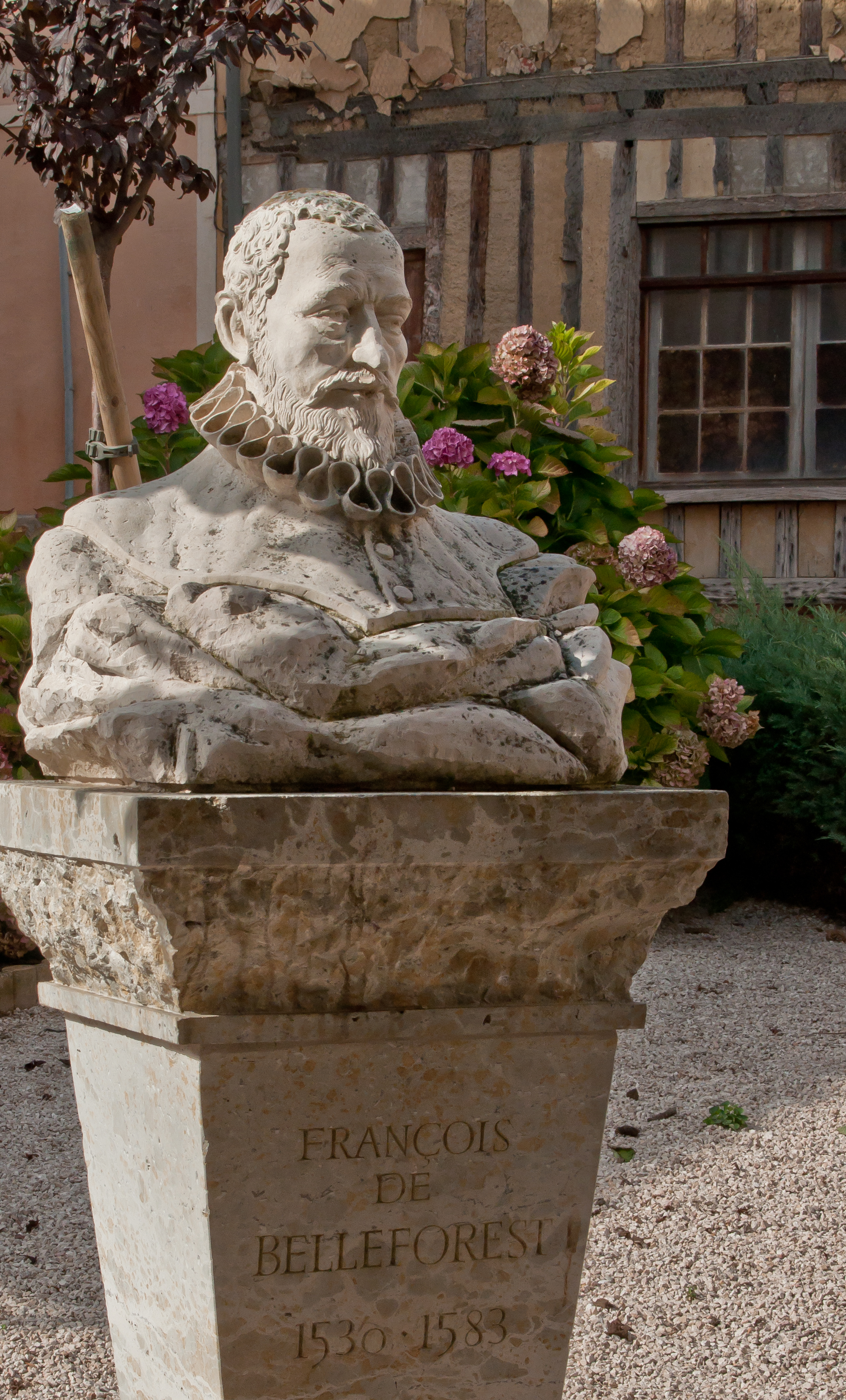

François de Belleforest (Comminges, 1530 – Parigi, 1º gennaio 1583) è stato uno scrittore e traduttore francese.

## Biografia
Di povere origini (suo padre, soldato, morì quando François aveva solo sette anni) entrò dapprima alla corte di Margherita d'Angoulême e nel 1568, come storiografo, alla corte di Giovanna III di Navarra.
I suoi lavori, che spaziavano dalla storia alla cosmografia, dalla letteratura alla morale, sono di estrema importanza soprattutto per le traduzioni: è infatti grazie all'operato di Belleforest che i classici italiani come Matteo Bandello, Giovanni Boccaccio e Francesco Guicciardini trovarono vasta diffusione d'oltralpe. Proprio le sue traduzioni sono spesso riportate come fonti per le opere di Shakespeare.
De Belleforest fu anche l'autore della prima favola pastorale francese: La Pyrénée (o La Pastorale amoureuse) del 1571.